# Прийомна сім'я
Прийо́мна сім'я́ або прийо́мна роди́на є однією з форм влаштування дітей-сиріт та дітей, позбавлених батьківського піклування. Діти, що втратили батьків, або їхні батьки в силу різних обставин не можуть виконувати свої обов'язки, потребують родинного тепла і виховання.
Прийомна сім'я — це сім'я або особа, що не перебуває в шлюбі, яка добровільно взяла із закладів для дітей-сиріт і дітей, позбавлених батьківського піклування, від 1 до 4 дітей на виховання та спільне проживання.
Порядок прийому дітей в сім'ї встановлено Постановою Кабінету міністрів України № 565 від 26 квітня 2002 року «Про затвердження Положення про прийомну сім'ю».
Ті, хто взяв дітей у прийомну сім'ю, є прийомними батьками, а влаштовані діти — прийомними дітьми.

### Історія виникнення прийомних сімей
Прийомна сім'я, як форма виховання дітей, позбавлених батьківського піклування, не є новою для України. Як свідчать історичні данні, в Київській Русі, ще за часів Ярослава Мудрого, існували не лише сім'ї, які можна назвати прийомними, а й необхідні закони й правила, що регулювали ці питання.
Пізніше, в Російській імперії сімейні форми влаштування дітей стали приватною ініціативою членів царської та шляхетних родин, сімей багатих купців.

### Прийомна сім'я в сучасній Україні
У 1998 та 1999 роках Кабінет Міністрів України прийняв дві Постанови «Про проведення експерименту щодо створення прийомних сімей в окремих регіонах України», що забезпечили створення прийомних сімей у цілому ряді регіонів України.
Зокрема, обласними державними адміністраціями Харківської, Запорізької, Львівської, Одеської областей, Київської міської держадміністрації, а також Урядом Автономної Республіки Крим були ухвалені розпорядження про створення нової інституції сімейної опіки над дітьми-сиротами й дітьми, які залишилися без батьківського піклування — прийомної сім'ї.
З кожним роком в Україні зростає кількість прийомних сімей та дитячих будинків сімейного типу:
- 131 у 2005 році;
- 1302 у 2006 році;
- 2011 у 2007 році.

Станом на 1 жовтня 2010 року в Україні функціонувало 467 дитячих будинки сімейного типу, в яких перебувало 3122 дітей-сиріт та дітей, позбавлених батьківського піклування, та 2827 прийомних сімей, в яких виховувалося 4730 дітей. Проте актуальною залишається проблема влаштування у сім'ї дітей, що досягли віку 7-10 років.
Створення прийомних сімей та дитячих будинків сімейного типу для влаштування в них дітей-сиріт та дітей позбавлених батьківського піклування пропагується не лише на державному рівні, а й численними благодійними фондами, громадськими організаціями й інтернет-проєктами: всеукраїнський портал національного усиновлення «Сирітству — ні!» [Архівовано 17 червня 2010 у Wayback Machine.], інтернет-проект «Детдом.інфо», інтернет-проект «Наша Кроха» [Архівовано 22 серпня 2010 у Wayback Machine.], БФ «Щаслива дитина» [Архівовано 25 січня 2010 у Wayback Machine.], тощо.
Особливий внесок у цьому процесі відіграла діяльність Представництва благодійної організації «Надія і житло для дітей» в Україні. В рамках проєкту розвитку сімейних форм виховання Представництво створило і розвинуло 65 дитячих будинків сімейного типу у 13 регіонах України. Понад 750 дітей-сиріт і дітей, позбавлених батьківського піклування, отримали не лише затишну домівку, а й люблячих батьків, підтримку близьких їм людей і впевненість у майбутньому. Підтримка, окрім матеріального забезпечення, передбачала підготовку батьків-вихователів до виконання своїх обов'язків, розвиток їх батьківських навичок, створення умов для повноцінного розвитку дітей, повернення дітей до біологічних родин, навчання соціальних працівників здійснювати супровід створених сімейних будинків.
Роль соціального педагога у прийомній сім'ї
Соціальний педагог є проміжною особою між прийомною дитиною та прийомною сім'єю. Він допомагає створювати стійкий та успішний у своєму призначенні інститут прийомної сім'ї, а з іншого боку допомагає державі формувати всебічно розвинені особистості із дітей-сиріт та дітей позбавлених батьківського піклування, що, практично, не можливо при умовах інтернатного виховання.
Головною метою соціального педагога у роботі з прийомними сім'ями є соціалізація дитини-сироти та дитини, позбавленої батьківського піклування у суспільстві після покинення нею державного закладу опіки. Оскільки в інтернатних закладах у дитини можуть розвиватися певні відхилення у поведінці, у ставленні до оточення і навколишнього світу, то соціально-педагогічна робота полягає в усунення цих негативних рис характеру. Паралельно працівник проводить роботу із біологічною сім'єю дитини, щоб надати їй можливість у майбутньому повернутися до неї.
Кандидати у прийомні батьки подають до органу, який утворює прийомну сім'ю, такі документи:
- Заява кандидатів у прийомні батьки про утворення прийомної сім'ї;
- Копія паспортів кандидатів у прийомні батьки;
- Довідка про стан сім'ї(форма № 3);
- Копія свідоцтва про шлюб;
- Довідка про стан здоров'я кандидатів у прийомні батьки та членів сім'ї, які проживали разом з ними(довідка про відсутність хронічних захворювань, обстеження нарколога, венеролога, психіатра);
- Довідка про доходи потенційної прийомної сім'ї за останні шість місяців або копія декларації про доходи, засвідчена в установленому порядку;
- Довідка про проходження навчання кандидатів у прийомні батьки і рекомендація центру соціальних служб для сім'ї, дітей та молоді щодо включення їх у банк даних про сім'ю потенційних усиновителів, опікунів, піклувальників, прийомних батьків, батьків-вихователів;
- Письмова згода всіх повнолітніх членів сім'ї, які проживають разом з кандидатами у прийомні батьки, на утворення прийомної сім'ї, засвідчена нотаріально;
- Кандидатури у прийомні батьки та кандидатури дітей, які передаються на виховання, погоджуються з органами опіки та піклування.

Функції соціального педагога з прийомною сім'єю можна систематизувати на:
- Діагностична;
- Профілактична;
- Соціально — пропедевтична;
- Корекційно-реабілітаційна;
- Організаторська

Сорочинська В. Є. у своїй роботі описує такі етапи соціально-педагогічної діяльності як:
I. Інформаційний етап;
II. Збір інформації про сім'ю, яка хоче прийняти дитину;
III. Знайомство з батьками та дитиною-сиротою;
IV. Поглиблене діагностика сім'ї та складання прогностичного плану соціальним педагогом;
V. Навчальна функція (теоретичний курс підготовки прийомних батьків);
VI. Етап передачі дитини до нової сім'ї та її адаптації уній.
Не потрібно думати, що створення прийомної сім'ї є легкою справою. Під час влаштування дитини у сім'ю можуть виникати певні нюанси, тобто ризики, що можуть ускладнити роботу соціального педагога. Саме тому, приступаючи до роботи, він повинен знати ці ризики та намагатися їх по-максимум уникати. Такими ризиками зокрема є:
1. Ризики пов'язані з біологічною сім'єю:
- Асоціальний досвід;
- Смерть батьків одного/обох;
- Досвід проживання поза сім'єю;
- Відсутність інформації про дитину;
- Відсутність батьків;
- Відсутність матері до 18місяців.

2. Пов'язані з попереднім місцем перебування дитини:
- Депривація;
- Специфічні особливості(бродяжництво, расові прояви);
- Особистісні проблеми.

3. Дані медичного та психологічного обстеження:
- Травми;
- Проблеми із здоров'ям;
- Відставання у розвитку.